# Wonokromo (Pleret)
Wonokromo is een bestuurslaag in het regentschap Bantul van de provincie Jogjakarta, Indonesië. Wonokromo telt 13.404 inwoners (volkstelling 2010).